# Ablerus pinifoliae
Ablerus pinifoliae är en stekelart som först beskrevs av Mercet 1912.  Ablerus pinifoliae ingår i släktet Ablerus och familjen växtlussteklar. Inga underarter finns listade i Catalogue of Life.